# هازجة عربية
الهاجزة العربية يسمى أيضا هازجة عربية، دخلة عربية (الاسم العلمي: Sylvia leucomelaena) (بالإنجليزية: Arabian Warbler)‏، هو طائر ينتمي إلى طيور الصادح (فصيلة: Sylviidae).